# Fosse no 6 - 6 bis des mines de Nœux
La fosse no 6 - 6 bis dite Louis Davaine de la Compagnie des mines de Nœux est un ancien charbonnage du Bassin minier du Nord-Pas-de-Calais, situé à Labourse. La fosse no 6 est commencée le 12 juillet 1880 ou en juillet 1886, et entre en exploitation après des travaux de fonçage complexes dus aux fortes venues d'eau et aux terrains inconsistants. Le puits no 6 bis est ajouté au nord du puits no 6 en 1898. Ce puits no 6 bis, lorsqu'il est modernisé, a une machine d'extraction établie de l'autre côté de la route. Des cités sont bâties à proximité de la fosse, et les terrils nos 46 et 57 sont édifiés à l'ouest de la fosse.
La Compagnie des mines de Nœux est nationalisée en 1946, et intègre le Groupe de Béthune. Les chantiers sont mécanisés, ce qui permet de poursuivre l'extraction jusqu'en 1965, malgré un gisement médiocre. Les puits nos 6 et 6 bis sont remblayés l'année suivante, les installations sont ensuite détruites. Les terrils sont exploités, le 6 de Nœux Nord l'est partiellement, mais le 6 de Nœux Sud l'est intégralement.
Au début du XXIe siècle, Charbonnages de France matérialise les têtes des puits nos 6 et 6 bis. La salle des machines du puits no 6 bis est détruite en 2001, il ne reste plus rien de la fosse. Une partie des cités a été détruite, l'autre rénovée. Les terrils sont des espaces de promenade.

## La fosse

### Fonçage
La fosse no 6 est commencée le 12 juillet 1880 ou en juillet 1886 au nord de Labourse, à 500 mètres au nord du clocher de ce village, elle est baptisée en l'honneur de Louis Davaine. Les terrains sont marécageux.
Le puits no 6 est situé à l'altitude de 30,20 mètres,. Le niveau a été passé avec de très grandes difficultés, car les terrains constitués de craie sont sans consistance dans la partie supérieure du niveau. Ils ont été traversés au moyen d'une trousse coupante. Deux jeux de pompes d'une diamètre de 41 centimètres ont été employés pour l'épuisement des eaux. La venue d'eau maximale a été de 4 500 m3 en 24 heures. Le puits, d'un diamètre utile de 4,50 mètres, est cuvelé en chêne de 4,70 à 91,90 mètres de profondeur. Le terrain houiller est atteint à la profondeur de 164 mètres ou 166,20 mètres.

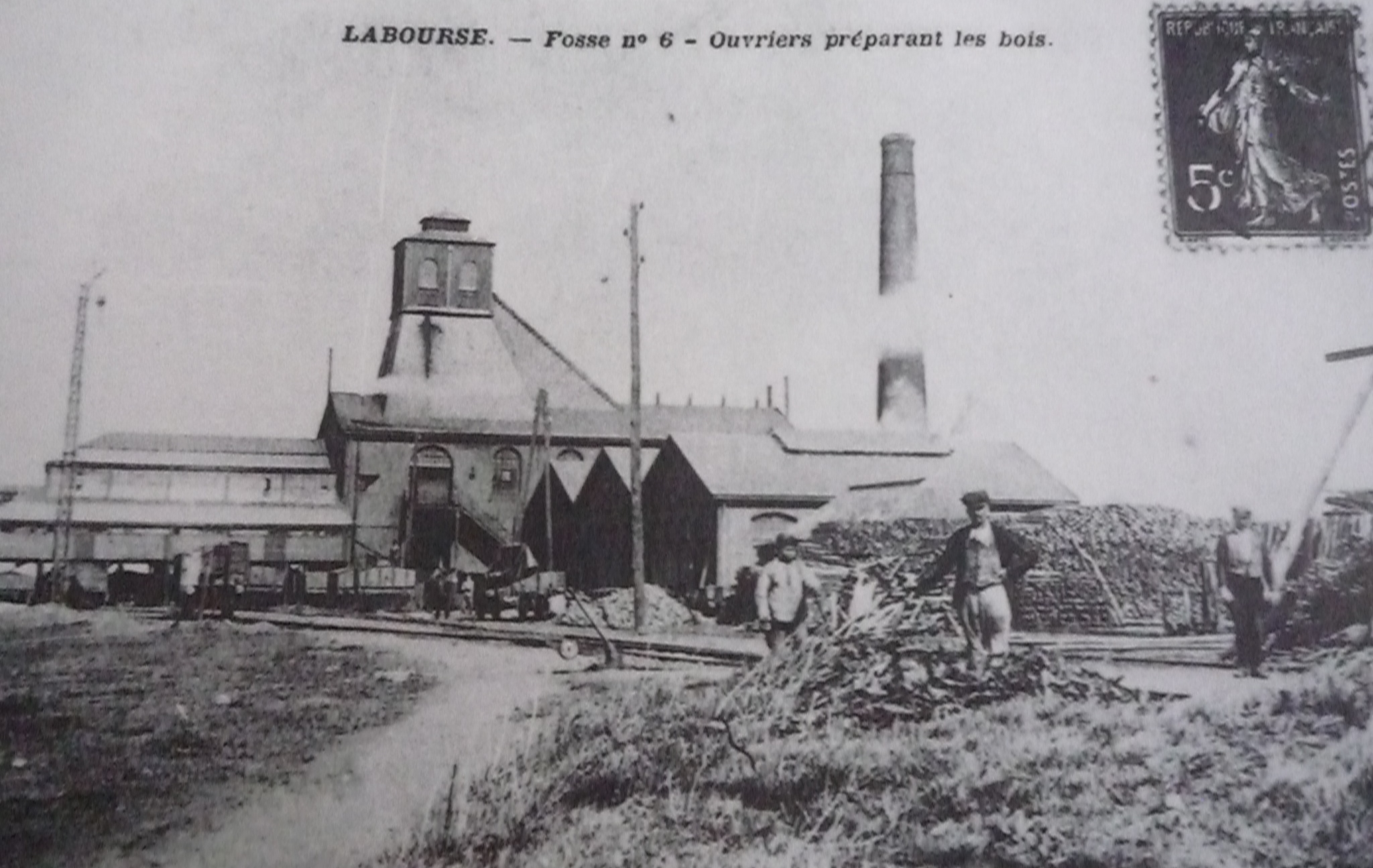
Le chevalement du puits no 6 vers 1910.

### Exploitation
La fosse commence à extraire en 1882, ou plus tard dans l'hypothèse que la fosse est commencée en 1886. Dans les années 1890, le puits est profond de 360,50 mètres, et les accrochages sont établis à 221, 245 et 304 mètres de profondeur. Le puits no 6 bis est commencé en 1898, à 37 mètres au nord-nord-ouest du puits no 6.
Le puits no 6 bis est modernisé : un nouveau chevalement métallique est construit, et la salle des machines est construite de l'autre côté de la route,.
La Compagnie des mines de Nœux est nationalisée en 1946, et intègre le Groupe de Béthune. Bien que le gisement soit médiocre, l'exploitation de la fosse se poursuit jusqu'en 1965 grâce à la mécanisation. Les puits nos 6 et 6 bis, respectivement profonds de 622 et 685 mètres, sont remblayés en 1966. Les installations sont ensuite détruites.

### Reconversion
Au début du XXIe siècle, Charbonnages de France matérialise la tête de puits. Le BRGM y effectue des inspections chaque année. Le dernier vestige de la fosse a été détruit en 2001, il s'agissait de la salle des machines du puits no 6 bis. Un parking a pris la place de ce bâtiment, il ne reste rien de la fosse.

## Les terrils
Deux terrils résultent de l'exploitation de la fosse.

### Terrilno46, 6 de Nœux Nord
50° 30′ 13″ N, 2° 40′ 38″ E
Le terril no 46, situé à Labourse, est un des terrils de la fosse no 6 - 6 bis des mines de Nœux. Il s'agit d'un terril très étendu, s'étendant sur plusieurs hectares, et partiellement exploité.

### Terrilno57, 6 de Nœux Sud
50° 30′ 01″ N, 2° 40′ 37″ E
Le terril no 57, disparu, situé à Labourse, est l'un des deux terrils de la fosse no 6 - 6 bis des mines de Nœux. Il s'agissait d'un petit terril.

## Les cités
Des cités ont été établies à proximité de la fosse, dont une située route de Lens sur la commune de Beuvry. Il s'agissait de baraquements en bois. Elles ont été en partie détruites.